# Podgrađe (Benkovac)
Podgrađe es una localidad de Croacia en el ejido de la ciudad de Benkovac, condado de Zadar.

## Geografía
Se encuentra a una altitud de 251 m s. n. m. a 303 km de la capital nacional, Zagreb.

## Demografía
En el censo 2011 el total de población de la localidad fue de 87 habitantes.
| Gráfica de población de Podgrađe 1857-2011                          |
|                                                                     |
| Según los censos de población de la oficina estadística de Croacia. |